# Hans Dietl (Politiker, 1894)
Hans Dietl (geboren am 24. Januar 1894 in Bruck (bei Künzing); gestorben am 26. August 1981 in Landshut) war ein deutscher Politiker (SPD).

## Leben
Dietl, ein gelernter Schlosser und Monteur, war ab 1910 gewerkschaftlich organisiert und trat 1919 in die SPD ein. In Landshut wurde er in der Weimarer Zeit Vorsitzender des örtlichen SPD-Verbands und Mitglied des Stadtrats, auch kandidierte er erfolglos für den Reichstag wie für den bayrischen Landtag. Nach der „Machtergreifung“ der Nationalsozialisten wurde er in „Schutzhaft“ genommen und vom 1. Juli bis 1. August 1933 im KZ Dachau interniert. 1944 wurde er wiederum verhaftet und vom 22. August bis zum 25. Dezember 1944 im KZ Flossenbürg festgehalten.
Nach Kriegsende beteiligte er sich am Wiederaufbau der SPD und der Gewerkschaften in Landshut. 1946 war er zunächst Mitglied des Beratenden Landesausschusses und dann Abgeordneter des Wahlkreises Niederbayern/Oberpfalz in der Verfassunggebenden Landesversammlung. 1946–1954 gehörte er dem Bayerischen Landtag an, in der ersten Legislaturperiode bis 1950 als Abgeordneter des Stimmkreises Landshut (Stadt)/Landshut (Land)/Vilsbiburg, in der zweiten als Abgeordneter des Wahlkreises Niederbayern. In beiden Wahlperioden war er Mitglied des Ausschusses für Besoldungsfragen.
1949 war Dietl zudem Mitglied der 1. Bundesversammlung.

## Weblink
- Hans Dietl in der Parlamentsdatenbank des Hauses der Bayerischen Geschichte in der Bavariathek

| Personendaten    | Personendaten                  |
| ---------------- | ------------------------------ |
| NAME             | Dietl, Hans                    |
| KURZBESCHREIBUNG | deutscher Politiker (SPD), MdL |
| GEBURTSDATUM     | 24. Januar 1894                |
| GEBURTSORT       | Bruck (bei Künzing)            |
| STERBEDATUM      | 26. August 1981                |
| STERBEORT        | Landshut                       |